# Dan DiDio
Œuvres principales
ReBoot
Dan DiDio, né le 13 octobre 1959, est un écrivain et éditeur américain qui a travaillé dans le domaine de la télévision et des comics. Il est le coéditeur de DC Comics, avec Jim Lee, pendant dix ans. Le magazine Wizard l'a reconnu comme « l'Homme de l'Année » en 2003 pour son travail dans les comics de l'Univers DC.

## Biographie

### Début
Avant de rejoindre DC Comics, DiDio commence à travailler pour la télévision en 1981. Il est écrivain indépendant et scénariste pour Mainframe Entertainment. Il a particulièrement travaillé sur ReBoot parmi d'autres séries,.

### DC Comics
DiDio rejoint DC Comics en janvier 2002, en tant que vice-président de la rédaction, ainsi que scénariste pour Superboy (numéros 94 à 100). Il est promu vice-président exécutif de l'éditeur du DC Universe en octobre 2004. Depuis 2006, DiDio écrit une chronique hebdomadaire appelé DC Nation qui apparaît dans la dernière page des principaux titres de super-héros de DC Comics. À l'origine, la chronique est liée à la maxi-série 52, publiée de manière hebdomadaire pendant cinquante-deux semaines, un projet dont il assure la direction. Le 18 février 2010, la Présidente de DC Entertainment, Diane Nelson, nomme DiDio en tant que coéditeur de DC Comics aux côtés de Jim Lee,.
Dan DiDio se remet à écrire des comics sous forme d'histoires courtes dans les DC Halloween specials de 2008 et 2009 et le Holiday Special de 2009. En 2009, il retourne à l'écriture régulière avec la série hebdomadaire Metal Men présente dans Wednesday Comics. En janvier 2010, il écrit le numéro de Weird Western Tales lié au crossover Blackest Night et reprend le scénario de la série mensuelle The Outsiders. En tant que coéditeur, il supervise le reboot de tous les titres DC et est le co-scénariste de la série OMAC avec l'artiste Keith Giffen. DiDio écrit  également l'histoire des Challengers of the Unknown présent dans DC Universe Presents et qui est dessiné par Jerry Ordway.
En juillet 2012, dans le cadre de la San Diego Comic-Con, DiDio et Jim Lee participent à la production de « Heroic Proportions », un épisode de la série de télé-réalité de Syfy, Face Off, dans lequel des candidats passionnés de maquillage et d'effets spéciaux rivalisent pour créer le meilleur maquillage en fonction du thème de l'épisode. Lee et DiDio présentent aux candidats de l'épisode un défi, celui de créer un nouveau super-héros, en présence de six artistes de DC Comics pour les aider à développer leurs idées. Le personnage gagnant, Infernal Core de Anthony Kosar, est présenté dans Justice League Dark no 16,, qui est publié le 30 janvier 2013. L'épisode (le deuxième de la quatrième saison) est diffusé le 22 janvier 2013.
La série Phantom Stranger écrite par DiDio et dessinée par Brent Anderson commence en septembre 2012. DiDio et Keith Giffen sont réunis sur Infinity Man and the Forever People en 2014,. DiDio, Justin Jordan, et Kenneth Rocafort lancent la série Sideways en septembre 2017, dans le cadre de la nouvelle ligne éditoriale de DC, Dark Matter,.
Le 21 février 2020, il quitte son poste de coéditeur de DC Comics après dix ans à ce poste. La compagnie n'a donné aucune raison à ce départ bien qu'elle subisse d'importantes restructurations depuis janvier 2019. Cependant, le webzine Bleeding Cool affirme que DiDio a été licencié.
Le 28 avril 2022, il est officiellement annoncé que Dan DiDio est l'éditeur de la nouvelle société de bandes dessinées de Frank Miller, Frank Miller Presents (F.M.P.).

## Publications
- 2002 : Superboy vol. 3 no 94–100
- 2007 : DC Infinite Halloween Special no 1
- 2008 : DCU Halloween Special no 1
- 2009 : DCU Holiday Special no 1
- 2009 : Wednesday Comics no 1–12 (Metal Men)
- 2010 : Weird Western Tales no 71
- 2010-2011 : Outsiders vol. 4 no 26–39
- 2011 : Batman and the Outsiders vol. 2 no 40
- 2011-2012 : O.M.A.C. vol. 3 no 1–8
- 2012 : DC Universe Presents no 6–8 (Challengers of the Unknown); no 0 (OMAC)
- 2012 : Justice League International Annual vol. 2 no 1
- 2012-2013 : Phantom Stranger vol. 4 no 0, no 1–8
- 2013 : Batman Black and White vol. 2 no 2
- 2013 : Batman Incorporated Special no 1
- 2013 : Justice League Dark no 23.1– 23.2
- 2014 : Infinity-Man and the Forever People: Futures End no 1
- 2014 : Trinity of Sin: The Phantom Stranger: Futures End no 1
- 2014-2015 : Infinity-Man and the Forever People no 1–9
- 2017 : Adam Strange/Future Quest Special no 1
- 2018-2019 : Sideways no 1– 13